# Sala Julián Carrillo
La Sala Julián Carrillo es una sala de conciertos multipropósito ubicada dentro de la radiodifusora Radio UNAM.

## Historia
Fue inaugurada el 11 de octubre de 1977 en la sede de la radiodifusora, ubicada en la colonia Del Valle, con el fin de realizar conciertos que se transmitían en vivo por su frecuencia. El programa inaugural de la sala corrió a cargo de Manuel Enríquez Salazar al violín y Federico Ibarra al piano interpretándose Sonatina de Carlos Chávez, Diálogos de Mario Lavista, Tres Piezas de Silvestre Revueltas, Díptico de Manuel Enríquez, Manuscritos Panókticos de Federico Ibarra y Recitativo, de la Sonata Núm. 3 de Julián Carrillo. Dos años más tarde fue reinaugurada junto a las remodelaciones del edificio. Cuenta con un escenario tipo italiano.
Fue convertida posteriormente en una sala multipropósito con el fin de ampliar su oferta cultural para incluir teatro y danza, entre otras manifestaciones artísticas. Por tanto en ella se han realizado estrenos tanto de obras musicales como teatrales, algunas de centros universitarios como el Colegio de Literatura Dramática y Teatro de la Facultad de Filosofía y Letras. A partir de 2009 se realiza en sus instalaciones el Festival Intersecciones, un festival musical dedicado a la escucha de ritmos y propuestas de fusión, alternativas y contraculturales.
En 2012 la sala fue renovada ampliando su espacio a una galería en el vestíbulo de la sala para presentar exposiciones.